# Montferrat (Var)
Montferrat è un comune francese di 1 262 abitanti situato nel dipartimento del Var nella regione della Provenza-Alpi-Costa Azzurra.

## Società

### Evoluzione demografica
Abitanti censiti